# Chappelle’s Show
Chappelle’s Show – amerykański, telewizyjny serial komediowy. Twórcami serialu byli Dave Chappelle i Neal Brennan. Premiera odbyła się 22 stycznia 2003 roku na U.S. cable television network Comedy Central. Program emitowany był przez dwie całe serie i trzy „lost episodes”.
Produkcja trzeciego sezonu została wstrzymana po tym jak Dave Chappelle odszedł.

## Opis
W swoim serialu Dave Chappelle przedstawia zbiór swoich ulubionych dowcipów i gagów. Prezentuje je w postaci skeczy i parodii, w których jego wyjątkowe spojrzenie na świat połączone z równie wyjątkowym poczuciem humoru rozśmiesza, prowokuje, a momentami nawet bulwersuje. W swoim programie nie boi się poruszyć żadnego, nawet najbardziej delikatnego tematu. Oferuje inne spojrzenie na sprawy rasizmu, nietolerancji, polityki, telewizji oraz codziennych, życiowych i jak najbardziej przyziemnych spraw.

## Reżyseria
- Bob Goldthwait
- Bill Berner
- Andre Allen
- Peter Lauer
- Scott Vincent
- Neal Brennan
- Rusty Cundieff

## Scenariusz
- Charles Q. Murphy
- Bryan H. Tucker
- Neal Brennan
- Dave Chappelle

## Aktorzy
- Dave Chappelle: Prowadzący / Różne role
- Common: Gość muzyczny (2004) (gościnnie)
- Mos Def: Żołnierz/Aktor/Cornrow Wallace/Rondell  (gościnnie)
- Liz Beckham: Różne role
- Anthony Berry: Różne role
- Sophina Brown: Różne role
- Vida Guerra: Tancerka  (gościnnie)
- Billy Burr: Różne role
- Masuimi Max: ona sama  (gościnnie)
- Yoshio Mita: Różne role
- Stephen King: on sam  (gościnnie)
- Paul Mooney: on sam / Negrodamus
- Charles Q. Murphy: Różne role
- Jamie Foxx: Czarny Tony Blair
- Randy Pearlstein: Różne role
- Melle Powers: Różne role
- Donnel Rawlings: Różne role
- Rudy Rush: Prezentator
- Adam Sietz: Różne role
- Neal Brennan: Różne role
- Karl Lake: Tancerz
- Greer Barnes: Eddie Murphy / Jamal
- William Bogert: Kent Wallace / on sam